# 同方威视
同方威视是一家安检设备（X光檢查儀）制造商，总部位于中国北京，它成立於1997年。同方威视的母公司清华同方由中国核工业集团控制 。 由于同方威视与中国共产党以及中国军方存在一定關聯，一些国家不太相信該公司的產品。 

## 历史
1997年，清华大学的一些教授在北京創辦同方威视。  2015年，該公司在巴西开设工厂。  2018年，該公司在华沙开设工厂。  2016年，同方威视成立子公司FoundMacro。 
同方威视也是2014年巴西世界杯、2015年世界博览会、2015年溫布頓網球錦標賽、2016年巴西奥运会、2016年夏季帕拉林匹克運動會、2018年金砖国家峰会的X光扫描仪提供商。 

## 所有权和管理
同方威视是清华同方的子公司，並在上海证券交易所上市。 清华同方拥有同方威视三分之二的股份。  2019 年，中国核工业集团公司中国核工业集团公司通过清华同方持有同方威视16%的股份。 
胡海峰曾擔任同方威視的總裁至2008年，他也被視為同方威视的創始人之一。2009年間，同方威視捲入威视腐败案，醜聞發生後，中國許多媒體和網站被下令不得提及同方威視與胡海峰之間的關聯。

## 管理层
- 陆致成, 胡海青清华大学热能工程系就读时期的导师，陆绍云之孙。
- 胡海峰，中华人民共和国民政部副部长，系最年轻地级市委书记和最年轻部委副部级官员。初中就读于北京景山学校, 高中就读于北京市第二中学，持北方交通大学BASc学位和清华大学工程物理系MS学位，2002年至2008年获得清华大学LLM-EMBA, 以及管理学博士学位, 从清华大学工物系、法学院、SEM经管学院, SPPM取得四个研究生学位。
- 栗志军  同方威视高级副总裁兼同方威视技术（香港）有限公司董事总经理

## 产品与服务

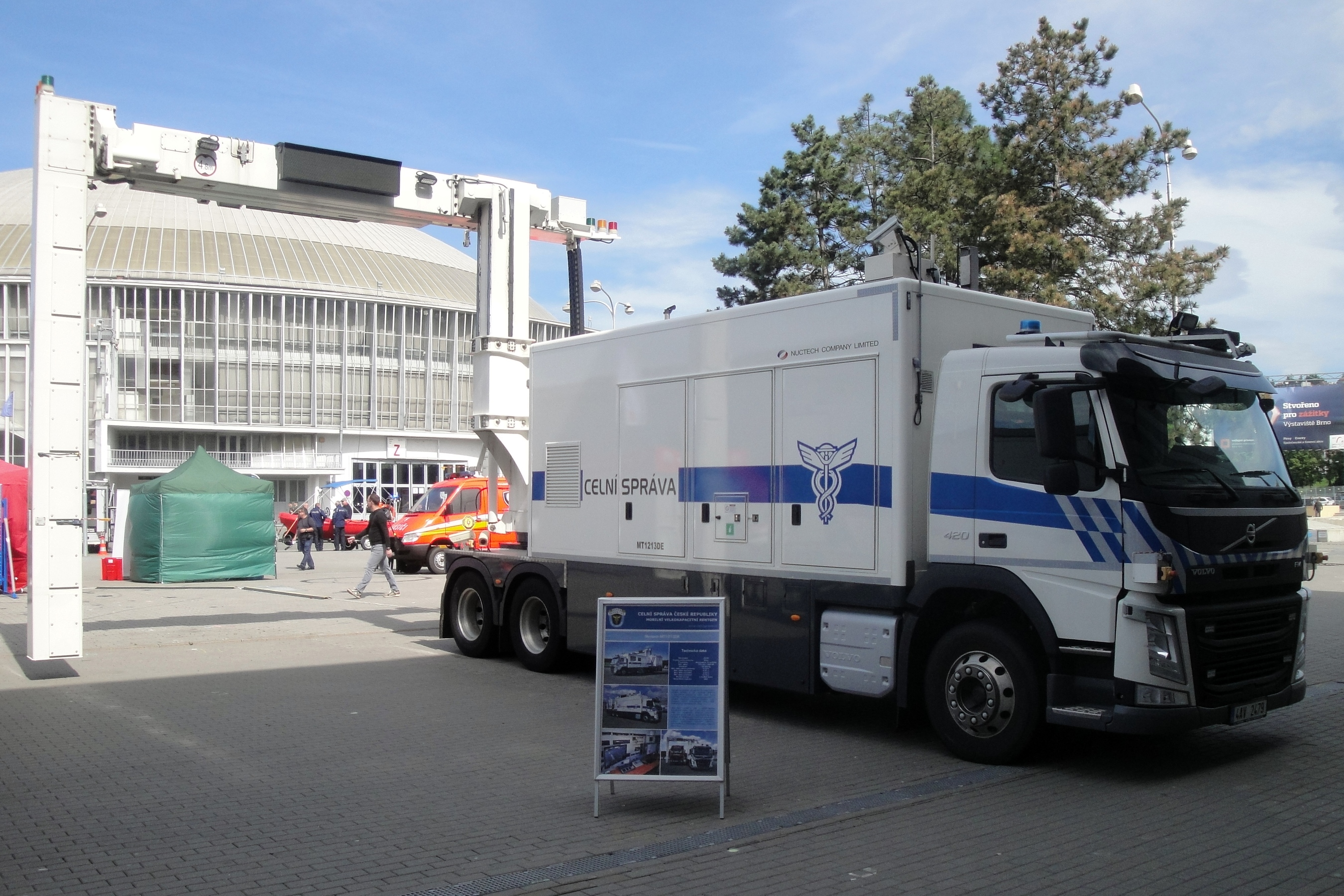
同方威视生產的x射线检查车

同方威视主要生產安檢設備，這些安檢設備專門檢查行李、包裹、货物、车辆和人员。欧洲有不少机场採購了同方威视的安檢設備。 

## 擔憂
同方威视与中国共产党和中国核工业集团之間的关系引起了一些国家的担忧。  2021年，立陶宛以国家安全為由拒絕同方威視的投標申請。 
2020年7月，加拿大外交部长表示，由於考慮到同方威视与中共之間的关系，他們將仔細审查加拿大边境服务局與同方威視之間的合同。加拿大外交部委託德勤審查合同，最終加拿大政府要求加拿大边境服务局不得與同方威視簽訂合同。 
2014年，美国运输安全管理局要求美国机场不得採購同方威视的设备。 2020年12月，美国商务部将同方威视列入實體清單。但与此同时，诸如波音、微软、甲骨文、亚马逊等大型公司均获得美国军方大量国防订单。